# Leon Bristedt
Leon Bristedt, född 14 mars 1995 i Stockholm, är en ishockeyspelare från Stockholm. Bristedts moderklubb är IK Waxholm, men större delen av sin hockeyfostran fick han i Nacka HK. Som junior spelade han i Linköping HC och har deltagit i VM som U17, U18 och J20. Efter fyra år med studier och ishockey på University of Minnesota återvände Bristedt till Sverige 2018 för att spela med Rögle BK.